# Polygala alba
Polygala alba là một loài thực vật có hoa trong họ Polygalaceae. Loài này được Nutt. miêu tả khoa học đầu tiên năm 1818.